# Malamente
«Malamente» (с исп. — «Плохо»; стилизовано «MALAMENTE», официально «Malamente — Cap 1: Augurio») — песня, записанная испанской певицей Розалией (Rosalia Vila Tobella). Лейбл Sony Music выпустил песню 30 мая 2018 года в качестве лид-сингла с её второго студийного альбома El mal querer (2018). Розалия, Pablo Díaz Reixa и Antón Álvarez Alfaro написали текст песни в соавторстве, а El Guincho продюсировали её. В ноябре 2019 года журнал Billboard назвал трек одной из песен, которые определили музыкальную атмосферу десятилетия 2010-х годов, а также назвал его 32-й лучшей песней стиля Латино всех времён. Песня выиграла две Латинские грэмми.

## История
Американский сетевой журнал Pitchfork назвал голос певицы «мягким жидким бархатом» и написал о песне, которая «ужасно поглощает слушателя барабанами и мягкими синтезаторами, которые полностью утаскивают вас в свой мир». Газета The Guardian так прокомментировал каталонскую певицу: «Розалия — это самое захватывающее, что может произойти с музыкой в этом 2018 году»
Сингл «Malamente» был номинирован на Латинскую Грэмми в пяти номинациях и получил награды в двух: Best Alternative Song and Best Urban Fusion/Performance.
В сентябре 2020 года журнал Billboard назвал «Malamente» 32-й лучшей песней всех времён стиля Латино, а также утверждал, что «Современный хип-хоп/электронный взгляд Розалии на традиционное фламенко отличался от всего, что слышали раньше. Выпущенный в тандеме с потрясающим провокационным видео, полным образов и испанской символики, „Malamente“ вышел на новый уровень визуально и музыкально, объединив вокал фламенко Розалии с битами и рэпом, перевернув с ног на голову все предубеждения о культовых музыкальных традициях её страны». Сетевое издание Pitchfork назвало «Malamente» 23-й лучшей песней 2010-х годов.

## Музыкальное видео
Видеоклип «Malamente» был номинирован на три премии UK Video Music Awards и победил вдвух: Best Pop Video и Best Direction. Видео также получило номинации в категории Best Music Video на церемонии Latin Grammy Awards и Video of the Year на церемонии Premio Lo Nuestro 2019.

## Чарты
| Чарт (2018-19)                             | Высшая позиция |
| ------------------------------------------ | -------------- |
| Бельгия/Фландрия (Ultratip Bubbling Under) | 3              |
| Бельгия/Валлония (Ultratip Bubbling Under) | 26             |
| Эквадор (National-Report)                  | 21             |
| Испания (PROMUSICAE)                       | 2              |
| Венесуэла (National-Report)                | 97             |

## Сертификации
| Регион                                                                      | Сертификация       | Продажи |
| --------------------------------------------------------------------------- | ------------------ | ------- |
| Мексика (AMPROFON)                                                          | Золотой            | 30 000  |
| Испания (PROMUSICAE)                                                        | 5× Платиновый      | 200 000 |
| США (RIAA)                                                                  | Платиновый (Latin) | 60 000  |
| Данные о продажах + прослушиваниях приведены только на основе сертификации. |                    |         |

## История релиза
| Регион  | Дата         | Формат                     | Лейбл |
| ------- | ------------ | -------------------------- | ----- |
| Мир     | 30 мая 2018  | Цифровые загрузки стриминг | Sony  |
| Испания | 17 июня 2018 | Contemporary hit radio     | Sony  |